# Gruppo (ciclismo)

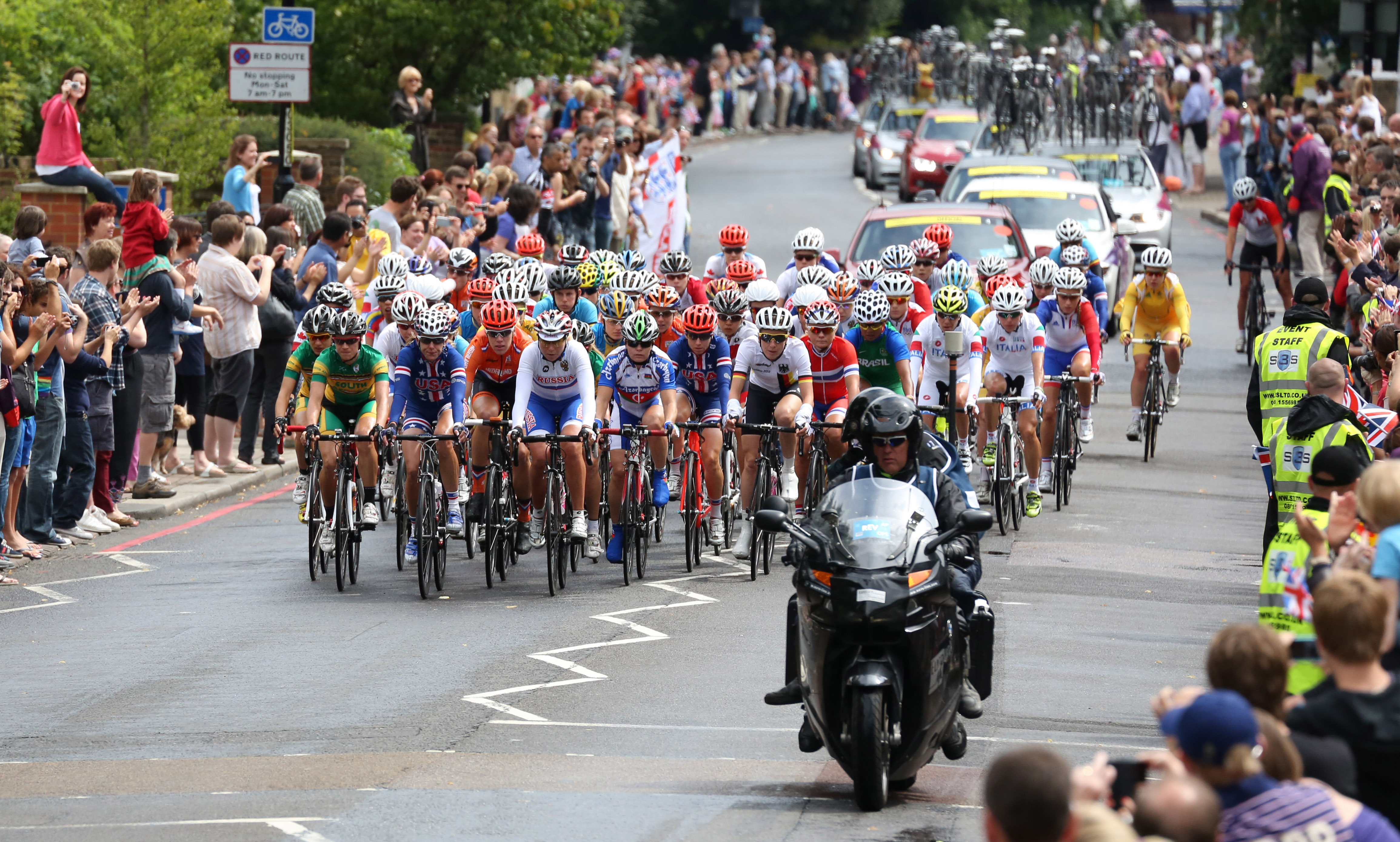
Il gruppo durante la prova femminile alle Olimpiadi di Londra 2012.

Nel ciclismo, il gruppo è l'insieme più numeroso di ciclisti che, durante una gara, procedono in maniera compatta.
L'obiettivo del gruppo è quello di sfruttare l'effetto scia, mettendosi in testa a fare l'andatura in maniera alternata in modo da procedere a velocità maggiore che un singolo ciclista.
Per estensione si indica, in varie espressioni gergali, con il termine "gruppo" l'insieme di ciclisti professionisti.